# Wurster Friesisch
Das Wurster Friesisch (auch Wurtfriesisch, Wortfriesisch, Wurstfriesisch) war ein Dialekt der ostfriesischen Sprache, der vermutlich bis zum Anfang des 18. Jahrhunderts im Land Wursten, nördlich von Bremerhaven, gesprochen wurde. Es gehörte mit dem Harlingerfriesischen und dem Wangerooger Friesischen zur weserfriesischen Dialektgruppe. Der letzte heute noch existierende ostfriesische Dialekt, das Saterfriesische, ist dagegen ein emsfriesischer Dialekt.

## Geschichte
Das Land Wursten gehörte nicht zum ursprünglichen Siedlungsgebiet der Friesen, wurde aber im 8. Jahrhundert schließlich von ihnen kolonisiert und bildete später eine eigenständige Landesgemeinde. Im 15. Jahrhundert begann die ostfriesische Sprache auszusterben und wurde nach und nach in den Gebieten von der Lauwers bis zur Weser durch niedersächsische Dialekte ersetzt. Im Land Wursten hielt sich die Sprache allerdings etwas länger als in Ostfriesland und im Groningerland. 
Am Ende des 17. Jahrhunderts wurde die Sprache in zwei Wörterlisten beschrieben, sie war zu diesem Zeitpunkt allerdings schon stark zurückgedrängt. In der ersten Hälfte des 18. Jahrhunderts war das Friesische auch in Wursten wohl endgültig ausgestorben.

## Sprachliche Merkmale
Die weserfriesischen Mundarten der ostfriesischen Sprache wiesen eine in den (nicht-oberdeutschen) westgermanischen Sprachen einzigartige Besonderheit auf: Sie erhielten sich volle Vokale in Nebensilben. Im Wursterfriesischen, dem östlichsten dieser Dialekte, war dieses Phänomen besonders ausgeprägt. In altfriesischen Wörtern mit kurzem Stammvokal wanderte der Wortakzent von der ersten zur zweiten Silbe. So konnte es vorkommen, dass nicht nur der volle Vokal in der nun betonten Nebensilbe erhalten blieb, sondern stattdessen der alte Stammvokal teilweise bis zum kompletten Ausfall reduziert wurde. So entstanden Wörter wie snuh („Sohn“, aus altfr. sunu) und kma („kommen“, aus altfr. koma).
Der einzige überlieferte vollständige Satz des Wursterfriesischen lautet: Kma wit hart ick will di wit tell („Komm her, ich will dir was erzählen“).

## Substratwirkung
Im niederdeutschen Dialekt des Landes Wursten finden sich heute noch einige friesische Substratwörter. Nils Århammar nennt 1984 die Beispiele „Maon“ (Hand- und Spanndienste), „Bau(d)n“ (Bremse), „Schuur/Schuulschotten“ (Libelle) und „jill'n“ (gellend schreien, wiehern). Von den phonologischen Besonderheiten des Wurtfriesischen ist allerdings nichts erhalten.